# نبها ناتش
نبها ناتش (به انگلیسی: Nabha Natesh) (زاده ۱۱ دسامبر ۱۹۹۵) بازیگر و مدل هندی است.
از کارهای معروف او می‌توان به بازی در فیلم‌های ایسمارت شانکار، استاد و داماد فوق‌العاده اشاره کرد.